# Mariensäule (Pasing)

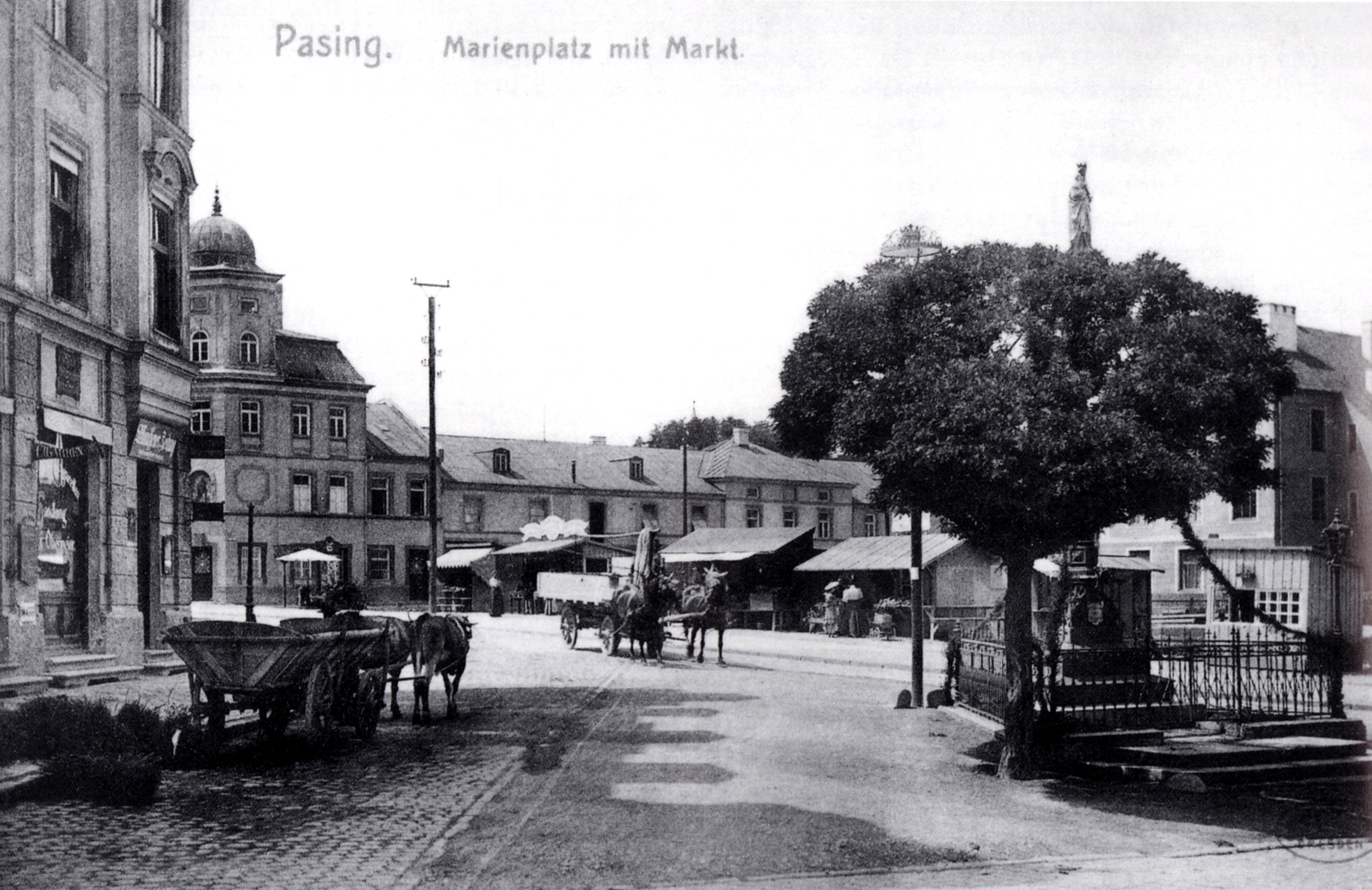
Pasinger Marienplatz mit Mariensäule um 1900

Die Mariensäule ist ein religiöses Denkmal im Münchner Stadtteil Pasing. 
Die Statue wurde 1880 auf dem Pasinger Marienplatz errichtet, aber bereits 1908 wegen der damals eingerichteten Straßenbahn-Linie entfernt. Jahrzehntelang befand sich an ihrer Stelle ein Taxistand. Erst seit dem 25. Oktober 1980 steht die Mariensäule auf Initiative des 1977 gegründeten Kulturvereins Pasinger Mariensäule e. V. wieder an ihrem angestammten Platz.
Seit 2014 befindet sich auf der Rückseite der Säule eine Gedenkinschrift zu Ehren des langjährigen Pasinger Stadtpfarrers Georg Schuster, der sich maßgeblich für die Wiedererrichtung der Mariensäule eingesetzt hat.